# تویوتا کورولا (ای۳۰)
تویوتا کورولا (ای۳۰) (Toyota Corolla (E30)) خودرویی است که در بین اوت ۱۹۷۴ تا ژوئیه ۱۹۸۱ در تویوتا، آیچی و ژاپن و استرالیا تولید شده‌است.
طراحی آن خودروهای موتور جلو-محور عقب بوده است. سیستم جعبه‌دندهٔ آن ۵ دنده به دو صورت خودکار و دستی است.